# Риссанен, Расмус
Расмус Сантери Риссанен (фин. Rasmus Santeri Rissanen; род. 13 июля 1991, Куопио) — финский хоккеист, защитник шведского клуба «Линчёпинг». Ранее выступал за клуб НХЛ «Каролина Харрикейнз» (2014—2015), клуб КХЛ «Йокерит» (2016—2018), шведской хоккейной лиги «Эребру» (2018—2024). Игрок сборной Финляндии по хоккею с шайбой.

## Клубная карьера
Риссанен играл в юности тренировался и рос как хоккеист в хоккейном клубе «КалПа». В 2009 году уехал играть в Западную хоккейную лигу (WHL) за «Эверетт Силвертипз».
4 апреля 2011 года «Каролина Харрикейнз» из Национальной хоккейной лиги подписала с Риссаненом трёхлетний контракт и он дебютировал на профессиональном уровне в составе «Шарлотт Чекерс» из Американской хоккейной лиги.
В своем четвертом полноценном профессиональном сезоне 2014/15 годов, 6 марта 2015 года, Риссанен дебютировал в НХЛ в составе «Каролины Харрикейнз» в матче против «Миннесоты Уайлд». За семь лет пребывания в Северной Америке он сыграл в общей сложности шесть игр в НХЛ, 294 в АХЛ и 139 в WHL.
Проведя 5 сезонов и не сумев закрепиться в НХЛ, Риссанен вернулся в Финляндию, подписав 2 мая 2016 года контракт с «Йокеритом», клубом Континентальной хоккейной лиги (КХЛ).
Два сезона финский защитник отыграл в КХЛ, после чего 5 июня 2018 года покинул «Йокерит» и подписал двухлетний контракт со шведским клубом «Эребру».
В конце сезона 2023/24 годов, отыграв шесть сезонов в «Эребру», Риссанен покинул клуб и 24 апреля 2024 года подписал двухлетний контракт с «Линчепингом».

## Карьера в сборной
Оливер Капанен был в составе сборной Финляндии на чемпионате мира по хоккею среди юниоров до 18 лет в 2009 году, где он принял участие в шести матчах и с командой завоевал бронзовые медали.
Капанен сыграл за Финляндию и на чемпионате мира по хоккею с шайбой среди молодёжных команд в 2011. В его активе шесть игр на этом турнире.
В 2024 году приглашён в состав национальной сборной Финляндии для участия в чемпионате мира, который состоялся в Чехии. Финны выбыли в 1/4 финала, проиграв в овертайме команде Швеции. В 2025 году вновь был включён в состав сборной на чемпионате мира в Швеции и Дании.